# حسن تحسين الفقير
حسن تحسين باشا الفقير (1880-1948)، ضابط سوري من دمشق، قاد معركة ميسلون ضد جيش الاحتلال الفرنسي وتسلّم وزارة الحربية في مملكة الحجاز.

## نشأته
ولِد حسن تحسين الفقير في حي الشاغور بدمشق ودَرَس العلوم العسكرية في الكلية الحربية في إسطنبول، وعند تخرجه برتبة ملازم ثانٍ عام 1905، عُين أستاذاً في هيئتها التدريسية. وعند اندلاع الحرب العالمية الأولى عام 1914 نُقل إلى أوروبا وعُين قائداً للجبهة العثمانية في رومانيا. بعد انتهاء الحرب سنة 1918، عاد إلى دمشق وبايع الأمير فيصل بن الحسين حاكماً على البلاد، والذي كلفه بقيادة لواء المشاة الرابع في عمّان، ثم الفرقة الأولى المخصصة لحماية العاصمة دمشق.

## إنذار غورو
في 8 آذار 1920، بايع السوريون الأمير فيصل ملكاً عليهم، والذي صار يُعرف من ذلك التاريخ بلقبه الجديد الملك فيصل الأول. بعدها بأربعة أشهر، أرسلت الحكومة الفرنسية إنذاراً شهيراً للملك، تطالبه فيه بحل الجيش السوري وبتسليم سكة حديد رياق حلب، ومصادرة السلاح من الأهالي تمهيداً لفرض الانتداب الفرنسي على سورية ولبنان، تنفيذاً لما جاء في اتفاقية سايكس بيكو الموقّعة خلال الحرب بين حكومتي فرنسا وبريطانيا. حَمل الإنذار توقيع الجنرال هنري غورو، مندوب فرنسا في سورية ولبنان. وصلت برقيته إلى العاصمة دمشق يوم 14 تموز 1920 وأُعطي الملك فيصل مهلة محددة للقبول أو الرفض، تنتهي يوم 21 تموز 1920. وافق فيصل على الشروط الفرنسية وبدأ فعلاً بتسريح كامل قطعات الجيش السوري، ولكن الجنرال غورو رفض ذلك مدّعياً أن رسالة الملك وصلت متأخرة. وأعلن زحف قواته البرية باتجاه العاصمة السورية، تمهيداً لاحتلال مدينة دمشق.

## الطريق إلى ميسلون
طَلَب الملك فيصل من تحسين باشا الفقير جمع القوات المبعثرة بسبب قرار التسريح، الذي لم يكن الفقير مؤيداً له، ثم ترتيب عرض عسكري في شارع النصر وسط مدينة دمشق، تشارك فيه قوات الجيش السوري كافة، هدفه شدّ عزيمة الناس لمواجهة فرنسا. اعترض الفقير قائلاً إن مثل هذا العرض سيكشف للعدو تعداد الجيش وقدراته القتالية، لكن فيصل أصر على موقفه.
ما كان بوسع الفقير إلا تنفيذ أوامر الملك، وحصل العرض العسكري في التاريخ المطلوب بحضور فيصل ومشاركة لواء المدفعية، بقيادة العقيد محمد علي المدفعي، ولواء الخيّالة الهاشمي، بقيادة المقدم اسماعيل نامق.  كان عدد قوات الجيش السوري يومها، كما أوردها الفقير في مذكراته: 3800 جندي نظامي، ومعه 48 مدفعاً وثماني رشاشات فقط لا غير. بعد العرض، اجتمع وزير الحربية يوسف العظمة مع الفقير في حديقة المشيرية المجاورة وقال له: «هل أنت مستعد للحرب يا تحسين؟» أجابه الفقير بنعم، وبدأت الترتيبات العسكرية لمعركة ميسلون، على طريق دمشق بيروت، الذي عُين الفقير قائداً عاماً لها.

## المجلس الحربي
شُكل مجلس حربي مؤلف من العظمة والفقير، ومعهما رئيس أركان الجيش ياسين باشا الهاشمي، والعقيد أحمد اللحام والمقدم مصطفى وصفي والمقدم شريف الحجّار والمقدم حسن يحيى الصبان والعقيد عارف التوّام، مدير تسليح الجيش. عندما طلب الملك من ضباطه إبداء الرأي عن جاهزية الجيش، قالوا إن القوات السورية، وفي حال حصولها على تعزيزات عسكرية وبشرية من الأهالي والبدو، قادرة على الصمود في وجه فرنسا لمدة أسابيع. ولو لم يحصل ذلك، فلا يمكنها الصمود أكثر من "ساعة واحدة فقط."
على الفور، تم إرسال اللواء الثاني مشاة إلى قرية مجدل عنجر في سهل البقاع، بقيادة المقدم توفيق عاقل، واللواء الرابع إلى حاصبيا وراشيا، وأُبقي الفوج الثاني من اللواء الأول في محيط العاصمة للدفاع عن دمشق تحسباً لأي طارئ، بقيادة المقدم اسماعيل زهدي. قام الفقير بالإشراف على حفر الخنادق وإقامة المتاريس، وأحضر مدافع جبلية وضعهما بين الأشجار في مكان مستور مشرف على قواعد الفرنسيين. كما أقام مركزاً لقيادته العسكرية في قلعة مجدل عنجر، المطلة على سهل البقاع، وأمر قواته بنسف جسور رياق الواصلة مع بلدة جب جنين على نهر الليطاني، والخط الحديدي في سرغايا. كما قام بتلغيم جسور بر الياس ودير زنون، ولكنه أمر بعدم نسفهما إلا في حالات الضرورة القصوى. عُين رئيس الأركان ياسين الهاشمي قائداً لجبهة دمشق، والزعيم الركن يحيى حياتي بك قائداً لجبهة حمص، والعقيد الركن اسماعيل الطباخ قائداً لجبهة حلب في شمال البلاد.

## عدد القوات الفرنسية
كان الجيش الفرنسي في ميسلون مؤلفاً من أربعة ألوية مشاة ولواء خيالة واثنتي عشرة بطارية من المدفعية، معها خمس مدافع ميدان سريعة وخمس مدافع جبلية، إضافة لخمس عشرة دبابة وخمس طائرات حربية و100 رشاش.

## عدد القوات السورية
فُتح باب التطوع في الجيش السوري وتقدم 1700 مدني طالبين الجهاد ضد فرنسا، ولكن وبعد تسلمهم قطع السلاح، فرّ معظمهم ولم يبق من أصل 1700 إلا 300 متطوع فقط، إضافة لـ 115 خيالاً قدموا لمساندة الجيش من حي الميدان الدمشقي. وصل عدد القوات السورية يومها إلى 850 شخصاً، بين جندي نظامي ومتطوع، 647 منهم لا يحملون أي سلاح. وشاركت في المعركة سرية الحرس الملكي، بقيادة الرئيس محمد علي العجلوني، وسرية الهجانة، بقيادة المقدم مرزوق التخيمي، و60 خيالاً نظامياً وسرية رشاش بقيادة الرئيس هاشم الزين.

## بعد ميسلون، في الأردن والحجاز
ولكن وبالرغم من كل هذه التحضيرات العسكرية، هُزم الجيش السوري في ميسلون، يوم 24 تموز 1920، واستشهد وزير الحربية يوسف العظمة. هَرب الملك فيصل من قصره، متوجهاً إلى سهل حوران ثم إلى فلسطين، وبعدها إلى أوروبا، وشُكلت محاكم عسكرية لمحاكمة أعوانه ورجاله في دمشق. حاول رئيس الحكومة الجديدة علاء الدين الدروبي إلقاء القبض على تحسين الفقير، الذي توجه إلى إمارة شرق الأردن، وتمت محاكمته غيابياً في سورية وحكم عليه بالسجن لمدة سبع سنوات عقاباً على دوره في معركة ميسلون. 
في عمّان عمل مستشاراً عسكرياً للأمير عبد الله بن الحسين، شقيق الملك فيصل، وشارك بتأسيس الجيش الأردني. رفّعه الأمير عبد الله إلى رتبة «فريق» وأعطاه لقب «الباشا» عسكرياً، بعد تعيينه قائداً على مدينة معان. ولكن وفي عام 1922، حصل صدام بين الفقير والضابط البريطاني غلوب باشا، قائد الجيش الأردني في حينها، سببه موقف الفقير الناقم على الإنكليز والفرنسيين، وعلاقته بالثوار في بلاده. تفادياً لأي قلاقل داخل المؤسسة العسكرية، تم إبعاده عن الأردن وإرساله إلى مملكة الحجاز، ليكون مستشاراً عسكرياً لكل من الشريف حسين بن علي ونجله الأكبر، الأمير علي بن الحسين. قام الفقير بتأسيس قوة عسكرية، سُميت بسرايا الملح، لمواجهة القوات الوهابية التابعة للأمير عبد العزيز آل سعود، وتم تعينه وزيراً للحربية في مملكة الحجاز حتى عام 1925.

## في اليمن
بعد سقوط عرش الشريف حسين في مكة وإنشاء الممكلة العربية السعودية، غادر الفقير مجدداً وتوجه إلى اليمن، ليعمل مستشاراً عسكرياً للأمير يحيى حميد الدين من العام 1930 وحتى 1944.

## العودة إلى دمشق
عند جلاء القوات الفرنسية عن سورية في نيسان 1946، عاد تحسين الفقير إلى مسقط رأسه بدمشق، بدعوة رسمية من رئيس الجمهورية شكري القوتلي، للمشاركة بعيد الجلاء الأول. وفي 28 أيلول 1946 قدم لوزير الدفاع أحمد الشرباتي راية الجيش السوري التي كان قد أنقذها من يد الفرنسيين في معركة ميسلون، وظلّت محفوطة بين ممتلكاته الشخصية طوال سنوات المنفى وتنقلت معه بين الأردن والحجاز واليمن. أقيم حفل رسمي لاستلام العلم أمام المتحف الوطني بدمشق، ناب فيه وزير الدفاع عن رئيس الجمهورية.

## الأوسمة التي نالها
منحته الدولة العثمانية وحليفتها الألمانية أعلى أوسمتهما. نال من الأوسمة العثمانية
- النيشان المجيدي الخامس
- النيشان المجيدي الرابع
- ميدالية الحرب
- ميدالية الغاية
- ميدالية الامتياز الفضية.
- وسام الصليب المقدس الألماني.[7]

## مستشاراً في جيش الإنقاذ
وعند صدور قرار تقسيم فلسطين في نهاية شهر تشرين الثاني عام 1947، شُكل جيش الإنقاذ لمحاربة العصابات الصهيونية، بتمويل من جامعة الدول العربية وقيادة فوزي القاوقجي، الذي طَلَب من تحسين الفقير أن يكون مستشاراً عسكرياً له. تمت تصفيته من قبل عملاء ألمان يهود في 7/21/ 1948 وهو يحاول تأسيس جيش شعبي في سورية لتحرير فلسطين بعد حصول النكبةقبل أن تضع حرب فلسطين أوزارها، أقامت له الحكومة السورية جنازة عسكرية، حضرها ممثل عن رئيس الجمهورية، وتمت الصلاة عليه في الجامع الأموي ثمّ ووري الثرى في مقبرة باب الصغير، جنوب دمشق.

## مذكرات حسن تحسين باشا الفقير
نشر تحسين باشا الفقير جزءاً من مذكراته في مجلة الجندي السورية عام 1946، وقام أفراد من أسرته بنشر بقية الأوراق على مراحل في جريدة البعث، يومي 23-24 تموز 1986، وفي 17 نيسان 1996. وفي عام 2004، جمعوا كل ما كَتب الفقير عن معركة ميسلون في كتاب حمل عنوان: «الانتداب الفرنسي الغاشم على سورية: أحداث ما قبل ومجرى وقائع معركة ميسلون وفرض الإنتداب الفرنسي إلى أن تم الجلاء في 17 نيسان 1946.»